# David Dunning
Pour les articles homonymes, voir Dunning.
David Dunning (né en 1960) est un psychologue et universitaire américain. Il est professeur de psychologie à l'université du Michigan, et a enseigné également à l'université Cornell.
Associé à Justin Kruger les deux psychologues ont donné leur nom à l'effet Dunning-Kruger.

## Formation
Né en 1960, David Dunning est diplômé de l'université du Michigan en 1982, et obtient un doctorat de l'université Stanford en 1986.

## Recherches
Dunning a publié plus de 80 articles, chapitres et commentaires d'ouvrages. Il est connu pour avoir co-écrit une étude en 1999 avec Justin Kruger après s'être intéressé aux cambriolages de banques de Pittsburgh en 1995 (en) dans lequel les malfaiteurs s'étaient aspergés de jus de citron au lieu de se couvrir le visage, pensant qu'ils allaient être invisibles pour les caméras de surveillance,. Cette étude a montré que les personnes les moins compétentes dans certaines tâches, telles que des jugements logiques, surestiment significativement leurs compétences. Cette étude a abouti à ce qui est appelé l'effet Dunning-Kruger, un biais cognitif dans lequel les personnes se persuadent que leurs compétences sont plus élevées qu'elles ne le sont réellement. L'étude a aussi montré que les gens qui ont une compétence au-dessus de la moyenne pour comprendre les plaisanteries tendent à être plus précis pour évaluer leurs réelles capacités, et que ceux qui avaient les meilleurs résultats tendent à penser qu'ils ne sont que légèrement au-dessus de la moyenne. En 2012, Dunning a indiqué à Ars Technica qu'il pensait que son article ne serait jamais publié, et qu'il a été sidéré de voir à quel point cette étude était devenue virale dans de nombreux domaines.

## Publications
- 1999 : Justin Kruger & David Dunning, Unskilled and unaware of it: How difficulties in recognizing one's own incompetence lead to inflated self-assessments.[10]
- 2003 : David Dunning, Kerri Johnson, Joyce Ehrlinger & Justin Kruger (2003). Why people fail to recognize their own incompetence. Current Directions in Psychological Science
- 2005 : Self-Insight: Roadblocks and Detours on the Path to Knowing Thyself (Essays in Social Psychology)
- 2011 : Social motivation[11]